# Pianeta Terra (singolo)
Pianeta Terra è un singolo del gruppo musicale italiano Ridillo. Viene pubblicato appena dopo la mezzanotte del 31 dicembre 2017 proprio mentre il gruppo stava eseguendo il brano dal vivo durante il concerto per festeggiare il Capodanno in piazza a Lugano, in diretta radio e tv in Svizzera. Anticipa di un paio di mesi l'uscita dell'album in cui è contenuto, Pronti, Funky, Via!.

## Tracce

### download digitale
1. Pianeta Terra – 4:21